# الودان (العدين)

تعديل مصدري - تعديل

الودان محلة تابعة لقرية الحمراء، التابعة لعزلة بني عبد الله بمديرية العدين إحدى مديريات محافظة إب في الجمهورية اليمنية، بلغ تعداد سكانها 65 حسب تعداد اليمن لعام 2004.